# 12272 Geddylee
12272 Geddylee este un asteroid din centura principală, descoperit pe 22 septembrie 1990 de B. Roman.